# Artres
Artres település Franciaországban, Nord megyében. Lakosainak száma 1073 fő (2022. január 1.). Artres Famars, Sepmeries, Vendegies-sur-Écaillon, Aulnoy-lez-Valenciennes, Maresches, Préseau és Quérénaing községekkel határos.

## Népesség
A település népességének változása:
| Lakosok száma | 1034 | 1049 | 1065 | 1057 | 1051 | 1061 | 1055 | 1064 | 1073 |
|               | 2013 | 2015 | 2016 | 2017 | 2018 | 2019 | 2020 | 2021 | 2022 |